# رزالیا آسویان
رزالیا کریستاپوری آسویان (ارمنی: Ռոզալյա Քրիստափորի Ասոյան؛ انگلیسی: Rosalia Asoyan؛ ۲۶ مارس ۱۹۲۴ – ۲۲ مارس ۲۰۲۲) یک بازیگر اهل ارمنستان بود. وی بین سال‌های - تا - میلادی فعالیت می‌کرد.

## زندگی‌نامه
وی در ۲۶ مارس ۱۹۲۴ در ایروان به دنیا آمد و از دانشگاه دولتی فرهنگ و هنر آذربایجان فارغ‌التحصیل شد. وی همچنین برندهٔ جوایزی همچون مدال دفاع از قفقاز و مدال به خاطر پیروزی مقابل آلمان در جنگ بزرگ میهنی (۱۹۴۵–۱۹۴۱) شده است. وی در ۲۲ مارس ۲۰۲۲ در سن ۹۷ سالگی در کانزاس‌سیتی درگذشت.